# Pijpenstromollisia
De pijpenstromollisia (Cejpia hystrix) is een schimmel behorend tot de orde Helotiales. Hij leeft saprotroof op bladeren en halmen van het pijpestrootje (Molinia) van het jaar ervoor.

## Kenmerken

### Uiterlijke kenmerken
De apothecia hebben een doorsnede tot 0,5 mm en een donkerbruine kleur. Ze zijn bekervormig en worden later schotelvormig. Ze komen uit een smalle kloof in de epidermis. Het  hymenium is grijsachtig. Vruchtlichamen groeien in groepen. De haartjes staan dicht bij elkaar en duidelijk samengedrukt, dikwandig, donkerbruin, gesepteerd, glad en puntig of afgerond aan de top. 

### Microscopische kenmerken
De ascus cilindrisch of knotsvormig, met 8, 1-2 rijige, schuin liggende sporen en meten 57-95 × 9-13 µm. De sporen zijn elliptisch tot ietwat spoelvormig, hyaliene, bevatten 0 tot 3 septen en meten 12-18 × 3-4 µm. De parafysen zijn draad tot knotsvormig en 2 tot 3,5 µm breed in diameter en aan de top tot 4 µm breed. Ze steken boven de asci uit.

## Verspreiding
In Nederland komt hij zeldzaam voor. Hij staat niet op de rode lijst en is niet bedreigd.